# Erythridula beckiae
Erythridula beckiae är en insektsart som först beskrevs av Hepner 1978.  Erythridula beckiae ingår i släktet Erythridula och familjen dvärgstritar. Inga underarter finns listade i Catalogue of Life.